# John B. Calhoun
John B. Calhoun (ur. 11 maja 1917 w Elkton, Tennessee, zm. 7 września 1995) – amerykański etolog i badacz-behawiorysta, znany ze swych badań nad gęstością populacji i jej wpływem na zachowania jednostek. Twierdził, że jego doświadczenia laboratoryjne w badaniu wpływu przegęszczenia populacji gryzoni na ich zachowanie stanowią model/metaforę przyszłości ludzi w przeludnionym środowisku. W czasie swoich badań Calhoun ukuł termin „zapaści behawioralnej” (ang. behavioral sink), który opisywał degeneracyjne zachowania w nadmiernie licznej populacji. Prace Calhouna zyskały uznanie na całym świecie. Jego badania na szczurach oraz myszach stały się bazą dla prac Edwarda T. Halla nad teorią proksemiki z 1966 roku.